# Шкоро
Шкоро је српско, босанско и хрватско презиме.
Познати људи са овим презименом су:
- Мирослав Шкоро (рођен 1962), хрватски музичар и политичар
- Харис Шкоро (рођен 1962), босански фудбалер